# Cala (Huelva)
Cala település Spanyolországban, Huelva tartományban. Cala Monesterio, Santa Olalla del Cala, Zufre, Arroyomolinos de León és Calera de León községekkel határos. Lakosainak száma 1117 fő (2024).

## Népesség
A település népessége az utóbbi években az alábbiak szerint változott:
| Lakosok száma | 1404 | 1315 | 1308 | 1327 | 1302 | 1244 | 1236 | 1167 | 1158 | 1117 |
|               | 2001 | 2004 | 2006 | 2009 | 2011 | 2014 | 2016 | 2019 | 2021 | 2024 |